# باد شتافلشتاين
باد اشتافل‌اشتاين (بالألمانية: Bad Staffelstein) هي بلدة ألمانية تقع في ألمانيا في بافاريا.